# Anthophora asiatica
Anthophora asiatica là một loài Hymenoptera trong họ Apidae. Loài này được Morawitz mô tả khoa học năm 1880.